# Elizaveta Kotorova

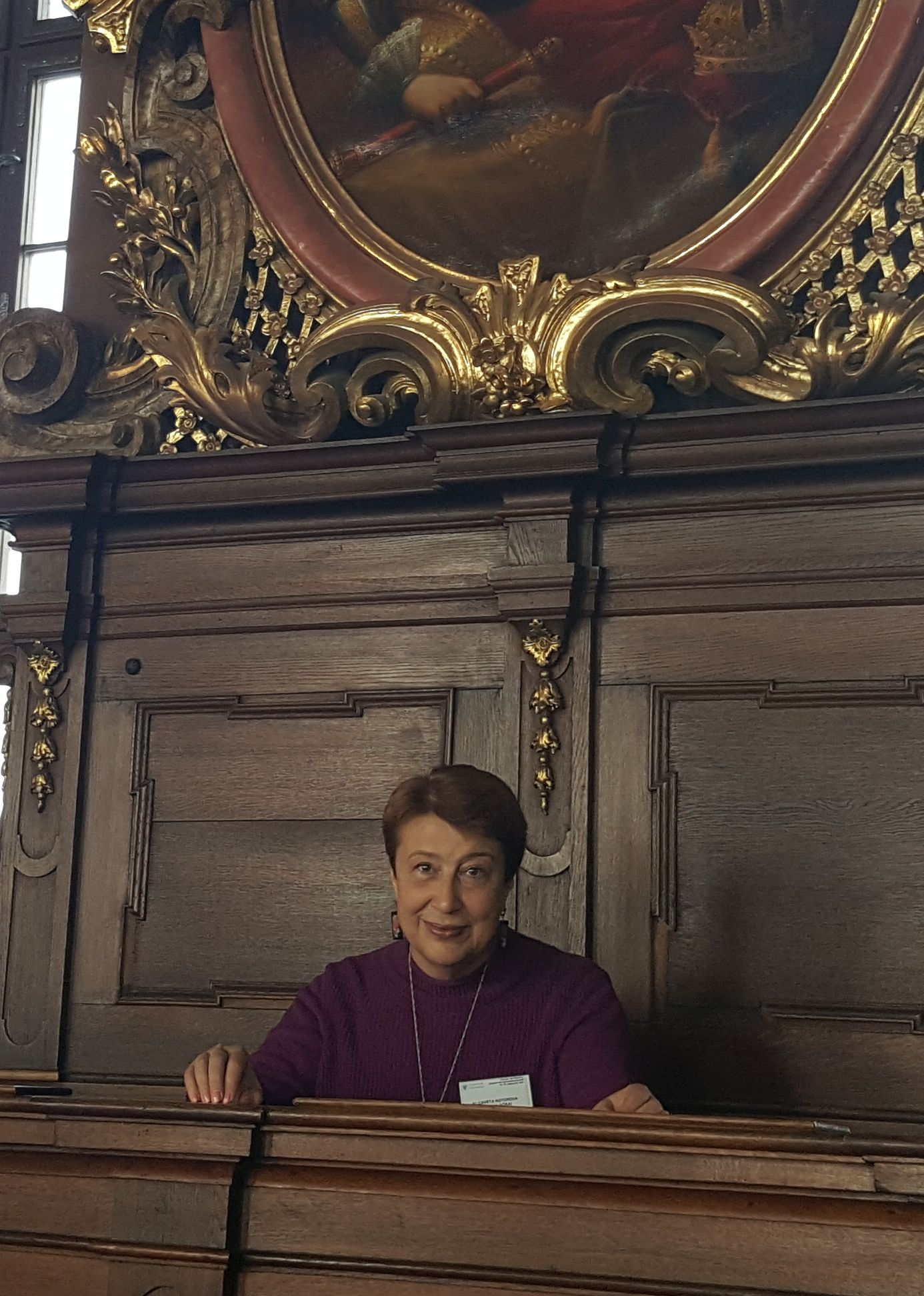
Elizaveta Kotorova, Aula Leopoldina, Linguistische Treffen an der Universität Breslau (2017)

Elizaveta Kotorova (russisch Елизавета Георгиевна Которова; * 21. August 1954 in Tomsk) ist eine russische und polnische Sprachwissenschaftlerin, Germanistin, Spezialistin auf dem Gebiet der allgemeinen und vergleichenden Sprachwissenschaft, der lexikalischen Semantik, der Lexikologie, der Lexikographie, der Pragmalinguistik sowie der ketischen Sprache.

## Leben
Kotorova unterrichtete an der Fakultät für Fremdsprachen der Staatlichen Pädagogischen Universität Tomsk sowie an der Tomsker Polytechnischen Universität und der Staatlichen Universität Tomsk. Seit 2005 leitet Kotorova den Lehrstuhl für Lexikologie und Pragmalinguistik am Institut für Germanistik der Universität Zielona Góra.
Sie absolvierte Arbeits- und Forschungsaufenthalte an der Freien Universität Berlin, der Humboldt-Universität zu Berlin (Deutschland), der Universität Udine (Italien), am Max-Planck-Institut für evolutionäre Anthropologie (Leipzig, Deutschland), sowie in den USA an der University of California, Santa Barbara sowie der Columbia University in the City of New York.
Sie war Stipendiatin der Alexander von Humboldt-Stiftung, des Deutschen Akademischen Austauschdienstes, der Soros-Stiftung u. a.

## Forschung
Kotorova ist Autorin von mehr als 150 wissenschaftlichen Artikeln und Monographien. Zu den Hauptrichtungen ihrer wissenschaftlichen Tätigkeit gehören:
- Untersuchung des Problems der zwischensprachlichen Äquivalenz
- Vergleichende Analyse der lexikalisch-semantischen Systeme der deutschen, russischen und englischen Sprache
- Untersuchung der pragmalinguistischen Besonderheiten der Sprachhandlungsmuster in der deutschen, russischen und polnischen Sprache
- Typologische und lexikographische Beschreibung der ketischen Sprache, einer der Sprachen der Ureinwohner Sibiriens

Sie hat eine neue Definition des Begriffs der interlingualen Äquivalenz vorgeschlagen, laut der die Äquivalenz beim Vergleich von Systemen zweier Sprachen nicht zwischen einzelnen Lexemen, sondern zwischen dem Lexem der Ausgangssprache und dem korrespondierenden lexikalischen Feld einer anderen Sprache festgelegt wird.
Gegenwärtig entwickelt sie die Theorie des „kommunikativ-pragmatischen Feldes“, die als Grundlage für die Beschreibung der Realisierungsformen verschiedener Sprachhandlungsmuster dient.